# Macrotus californicus
Espèce
Statut de conservation UICN

 LC  : Préoccupation mineure
Macrotus californicus est une espèce de chauves-souris nord-américaines de la famille des Phyllostomidae.

Carte de répartition.